# Gérard Oury
Gérard Oury, echte naam Max-Gérard Houry Tannenbaum (Parijs, 29 april 1919 – Saint-Tropez, 20 juli 2006) was een Joods-Franse filmregisseur van filmkomedies, scenarioschrijver en filmacteur.

## Leven en werk

### Afkomst en vlucht uit Frankrijk
Oury startte zijn loopbaan als een directeur van een theater. Vanwege de Jodenvervolging ten tijde van de Tweede Wereldoorlog moest hij als zoon van een uitgeweken Russische jood naar Monaco en Zwitserland vluchten. 

### Acteur
Na de oorlog begon hij meer en meer te acteren in Franse en Britse films waarin hij de rol van Fransman vervulde. Zo gaf hij gestalte aan Napoleon Bonaparte in Raoul Walsh' avonturenfilm Sea Devils (1953) en speelde hij een Franse dokter in de misdaadfilm The Prize (1963).

### Succesvol regisseur van komische films
Hij debuteerde als regisseur in 1960 met de tragikomedie La Main chaude. Twee jaar later oogstte hij een eerste keer commercieel bijval met de anthologiefilm Le crime ne paie pas.
In 1965 was Le Corniaud (De Snul) (Nederlandse titel De eend en de Cadillac) met Louis de Funès en Bourvil in de hoofdrollen een schot in de roos. Deze komedie genoot zoveel publieke bijval dat Oury in 1966 de komedie La Grande Vadrouille (letterlijk: De grote zwerftocht, maar in Nederland vertoond onder de titel Samen uit, samen thuis) regisseerde met hetzelfde duo, nu als twee Fransen die in de Tweede Wereldoorlog de bemanning van een boven Parijs neergehaald geallieerd vliegtuig proberen te redden.

Bourvil speelde, deze keer naast Jean-Paul Belmondo, voor de derde keer in een filmkomedie van Oury: Le Cerveau (Het brein) (1969) was weer een daverend succes.
Daarop volgden nog twee kaskrakers: in 1971 La folie des grandeurs (De gekte van de grootheden) en in 1973 Les Aventures de Rabbi Jacob (De avonturen van rabbi Jacob), beide met Louis de Funès in de hoofdrol.
Aan het einde van zijn commerciële glorieperiode werkte Oury ook twee keer samen met Pierre Richard, toen al een bekend komisch acteur en regisseur van filmkomedies. La Carapate (1978) en Le Coup du parapluie (1980) waren verdienstelijke successen.
In 1982 deed Oury een tweede keer een beroep op Belmondo: met de komische actiefilm L'As des as knoopte hij een laatste keer aan met het grote succes.
Hij sloot zijn regisseurscarrière af met, uiteraard, een filmkomedie: Le Schpountz (1999), een remake van een film van Marcel Pagnol. Hij heeft 17 films op zijn naam staan.

### Privéleven
Oury woonde tot aan zijn dood tientallen jaren (1960-2006) samen met de Franse actrice Michèle Morgan. De filmproducer Danièle Thompson is een dochter van hem en van actrice Jacqueline Roman. Gérard Oury overleed op 87-jarige leeftijd.

## Filmografie

### Regisseur
- 1960 - La Main chaude
- 1961 - La Menace
- 1962 - Le crime ne paie pas
- 1965 - Le Corniaud
- 1966 - La Grande Vadrouille
- 1969 - Le Cerveau
- 1971 - La folie des grandeurs
- 1973 - Les Aventures de Rabbi Jacob
- 1978 - La Carapate
- 1981 - Le Coup du parapluie
- 1982 - L'As des as
- 1984 - La Vengeance du serpent à plumes
- 1987 - Lévy et Goliath
- 1989 - Vanille Fraise
- 1993 - La Soif de l'or
- 1996 - Fantôme avec chauffeur
- 1999 - Le Schpountz

## Publicaties
- Gérard Oury: Mémoires d'éléphant, Olivier Orban, Paris, 1988 (autobiografie)
- Gérard Oury: Ma grande vadrouille, Plon, Paris, 2001
- Danièle Thompson en Jean-Pierre Lavoignat: Gérard Oury : Mon père, l'as des as, La Martinière, coll. Art et spectacle, 2019

- Bibsys: 5099926
- Biblioteca Nacional de España: XX1104883
- Bibliothèque nationale de France: cb12109375h (data)
- Gemeinsame Normdatei: 118916378
- International Standard Name Identifier: 0000 0001 2119 3495
- Library of Congress Control Number: n89617455
- Nationale Bibliotheek van Tsjechië: js20060804025
- Nationale bibliotheek van Australië: 42467518
- Nationale Bibliotheek van Israël: 987007278942905171
- Nederlandse Thesaurus van Auteursnamen: 071835385
- Réseau des bibliothèques de Suisse occidentale: 02-A003662471
- Istituto Centrale per il Catalogo Unico: RT1V032941
- SNAC: w6k949bx
- Système universitaire de documentation: 029490308
- Trove: 1458032
- Virtual International Authority File: 7420995
- WorldCat: E39PBJtcFMhfj4wWmy9ThdTyh3